# Trioxys infrequens
Trioxys infrequens är en stekelart som beskrevs av Smith 1944. Trioxys infrequens ingår i släktet Trioxys och familjen bracksteklar. Inga underarter finns listade i Catalogue of Life.